# Okemah
Okemah é uma cidade localizada no estado norte-americano de Oklahoma, no Condado de Okfuskee.

## Demografia
Segundo o censo norte-americano de 2000, a sua população era de 3038 habitantes.
Em 2006, foi estimada uma população de 2973, um decréscimo de 65 (-2.1%).

## Geografia
De acordo com o United States Census Bureau tem uma área de
6,9 km², dos quais 6,7 km² cobertos por terra e 0,2 km² cobertos por água. Okemah localiza-se a aproximadamente 277 m acima do nível do mar.

## Localidades na vizinhança
O diagrama seguinte representa as localidades num raio de 20 km ao redor de Okemah.